# Flying Dragon
Flying Dragon, también conocido en Japón como "Hiryū no Ken Twin" (飛龍の拳ツイン, Hiryū no Ken Tsuin, traducido literalmente como "Puño de los dragones gemelos") es un videojuego de lucha con elementos RPG para la Nintendo 64, lanzado en 1998, diseñado por CultureBrain y publicado por Natsume. 
Lo mas apreciable del juego es su mecánica de progresión de personajes, donde el jugador podia avanzar en la historia a su vez de que mejoraba y aumentaba de experiencia a sus personajes, el juego recibió bajas puntuaciones en revistas especializadas al momento de su lanzamiento.
Tuvo una secuela un año más tarde: SD Hiryu no Ken Densetsu. 
Flying Dragon es también un juego de NES lanzado por Culture Brain en 1989, donde el jugador controla a un artista marcial e intenta recuperar el pergamino mágico que fue robado por los malvados Tusk Soldiers.
Se muestra una secuela nominal con Flying Warriors.
Posteriormente, fue publicado un manga inspirado en el juego, llamado Eikyuu Dragon, (de cierto modo, cambia unos detalles), por unos fanes en Guatemala: Mario Ordoñez y Andre Robledo. Se venderá en diciembre, pero será descargable las primeras semanas de febrero. (Sólo en español).
El juego tiene dos modalidades de combate diferentes: una de ellas es la SD Version, donde los personajes parecen ser unos adolescentes (algunos); y la otra es la Version 1.5, donde los personajes ya se ven como adultos.
Aunque las dos modalidades tengan el mismo estilo de juego, sólo tres personajes de la SD Version están es la Versión 1.5: 
- Ryuhi

- Hayato

- Shouryu

## Personajes
Versión Original
- Ryuhi: Este artista marcial es el líder de los guerreros y un experto en kung-fu. Su país de origen es China, y su estilo de combate es el kung-fu, también es el personaje principal y protagonista del juego.

- Hayato: Este calmado guerrero está familiarizado con todos los estilos de combate. Su país de origen es Japón y el estilo que usa es kobujutsu, Hayato también es conocido por ser el rival amistoso de Ryuhi.

- Yuka: Una maestra del aiki-jūjutsu. Puede derribar a cualquier oponente. Su país de origen es Japón y su estilo de pelea es el jūjutsu. (Parece ser que Hayato es su hermano. Ella, al parecer, se siente atraída por Ryuhi, mejor amigo y rival de Hayato).

- Suzaku: Este misterioso hombre perverso, con sed de venganza, tiene planeado conquistar el mundo. Su país de origen es el Infierno y su estilo de pelea es el kung-fu.

- Robo no Hana: El Yokozuna Robot de sumo, que sueña con convertirse en el mejor héroe del universo. No tiene país de origen y su estilo de pelea es robot sumo. (Nota: robot sumo fue creado en un lejano planeta de Dousokui, lo que probablemente quiere decir que Robo no Hana es un extraterrestre que visita la Tierra).

- Wiler: Este guerrero es fuerte y confiable. Utiliza las artes marciales que aprendió en el ejército. Su país de origen son los Estados Unidos y su estilo de lucha es una mezcla de artes marciales y lucha libre amateur.

- Powers: El mejor luchador de la NCW. Él planea ser el más fuerte del mundo. Su país de origen son los Estados Unidos y el estilo que usa es el pro-wrestling.

- Shouryu: Este joven cazador de fantasmas utiliza ESP y actualmente está entrenando en México. Su país de origen es México y su estilo de pelea es una mezcla de artes marciales y lucha libre.

- Bokuchin: (personaje  desbloqueable) - Posiblemente el personaje más misterioso del pelotón. Parece una muñeca traída a la vida. No tiene estilo de lucha, país de origen ni su propia etapa. Este personaje es, de entre todos, el que tiene más limitados sus ataques.

- Ryumaou: (personaje desbloqueable) - Él es el jefe principal del «Circuit mode». Gobierna el infierno como el Devil King y es uno de los personajes más fuertes del juego. (Nota: Ryumaou es un clon creado por Shin Ryumaou, que es el jefe en el modo de los personajes adultos).

Versión S.D.
- Ryuhi

- Hayato
- Shouryu

- Red Falcon: este cruel guerrero gana atacando solo los puntos débiles, como un halcón. Se desconoce el país de origen de Red Falcon y su estilo de lucha es el Kenpo. Red Falcon en realidad puede ser Suzaku con un alias diferente, debido a que ambos tienen atuendos similares, conjuntos de movimientos similares, el mismo color de cabello e incluso la misma cicatriz en la cara. Lleva a su rival a Ryuhi.
- Min Min: esta elegante guerrera es la sucesora del "Kochouken" de su padre. El país de origen de Min Min es China y su estilo de lucha es Kung Fu. Min Min también es miembro de los "Dragon Warriors".
- Kate: esta oficial de policía internacional de élite es la campeona de kickboxing de EE. UU. El país de origen de Kate es Suecia y su estilo de lucha es el Kick-boxing.
- Raima: el ninja cyborg actúa en secreto para destruir la organización de la oscuridad. El país de origen de Raima es Japón y su estilo de lucha es el Ninjutsu.
- Gengai: el líder del sensei de Shourinji y Ryuhi, es el maestro de Kung Fu definitivo. El país de origen de Gengai es China y su estilo de lucha es Kung Fu.
- Ryumaou (personaje desbloqueable)
- Shin Ryumaou (jefe, personaje no jugable)

## S.D. Hiryu no Ken Densetsu
S.D. Hiryu no Ken Densetsu, es una version mejorada del juego original, solo fue publicada en Japón y añade más personajes (como Jack, Ryu y Gofire de la serie Super Chinese), objetos y un nuevo modo de juego. También, se eliminó la más realista «Modalidad virtual», a favor del «Quest mode».

Todos los personajes jugables son Ryuhi, Hayato, Min Min, Wiler, Shouryu, Yuka, Suzaku, Powers, Robo No Hana, Bokuchin (desbloqueable), Jack, Ryu, Raima, E. Quaker, Ellie, Gofire, Ryumaou (desbloqueable).